# Passenger (гурт, Швеція)
Passenger — шведський музичний метал-гурт, заснований у 1995 році під назвою Cliff. Згодом назву колективу було змінено на сучасну. Нині гурт припинив своє існування через зайнятість учасників у своїх основних проєктах, втім час від часу питання поновлення його діяльності постає в інтерв'ю музикантів.

## Історія
Passenger було засновано у 1995 році гітаристом Нікласом Енгеліном та барабанщиком Патріком Стеном під назвою Cliff. У рамках цього проєкту музиканти планували створювати музику, яка не була б схожою на треш-метал чи мелодійний дез-метал, який вони грали у своїх основних колективах. Під назвою Cliff було зроблено два демо-записи на Studio Fredman, які ніколи так і не були презентовані широкому загалу.
Після тривалої паузи у житті гурту та участі Енгеліна як сесійного гітариста в складі In Flames під час Whoracle Tour, до колективу приєднався вокаліст «полум'яних» Андерс Фріден, що також зацікавився у створенні дещо нестандарної для себе музики. У 2000 році музиканти Passenger урешті-решт взялися до запису нового демо-матеріалу, що згодом став основою їх повноформатного альбому, який побачив світ 28 квітня 2003 року.
У лютому 2004 року Патрік Стен на своєму офіційному сайті зазначив, що гурт перебуває у процесі запису свого другого альбому. Проте трохи згодом Андерс Фріден повідомив, що через щільний графік гастролей у складі In Flames він має обмаль часу для роботи в Passenger, тож діяльність гурту на певний час буде призупинено. Декілька років потому Фріден знову згадав у інтерв'ю про долю свого сайд-проекту і повідомив, що збирається зробити нетривалу паузу в роботі з основним гуртом та зібрати учасників Passenger на початку 2010 року для роботи над новим релізом. Втім, цього так і не сталося через зростаючу популярність In Flames та їх безперервні тури. Щобільше, на початку 2011 року до «полум'яних» на постійних засадах приєднався ще й Ніклас Енгелін, тож на цей час поновлення діяльності Passenger, за словами Фрідена, малоймовірне.

## Склад гурту
- Андерс Фріден — вокал
- Ніклас Енгелін — гітара
- Гокан Скугер — бас-гітара
- Патрік Стен — ударні

## Дискографія
| Альбом     | Рік  | Формат | Лейбл         |
| ---------- | ---- | ------ | ------------- |
| In Reverse | 2003 | Сингл  | Century Media |
| Passenger  | 2003 | Альбом | Century Media |